# Sascha Binder

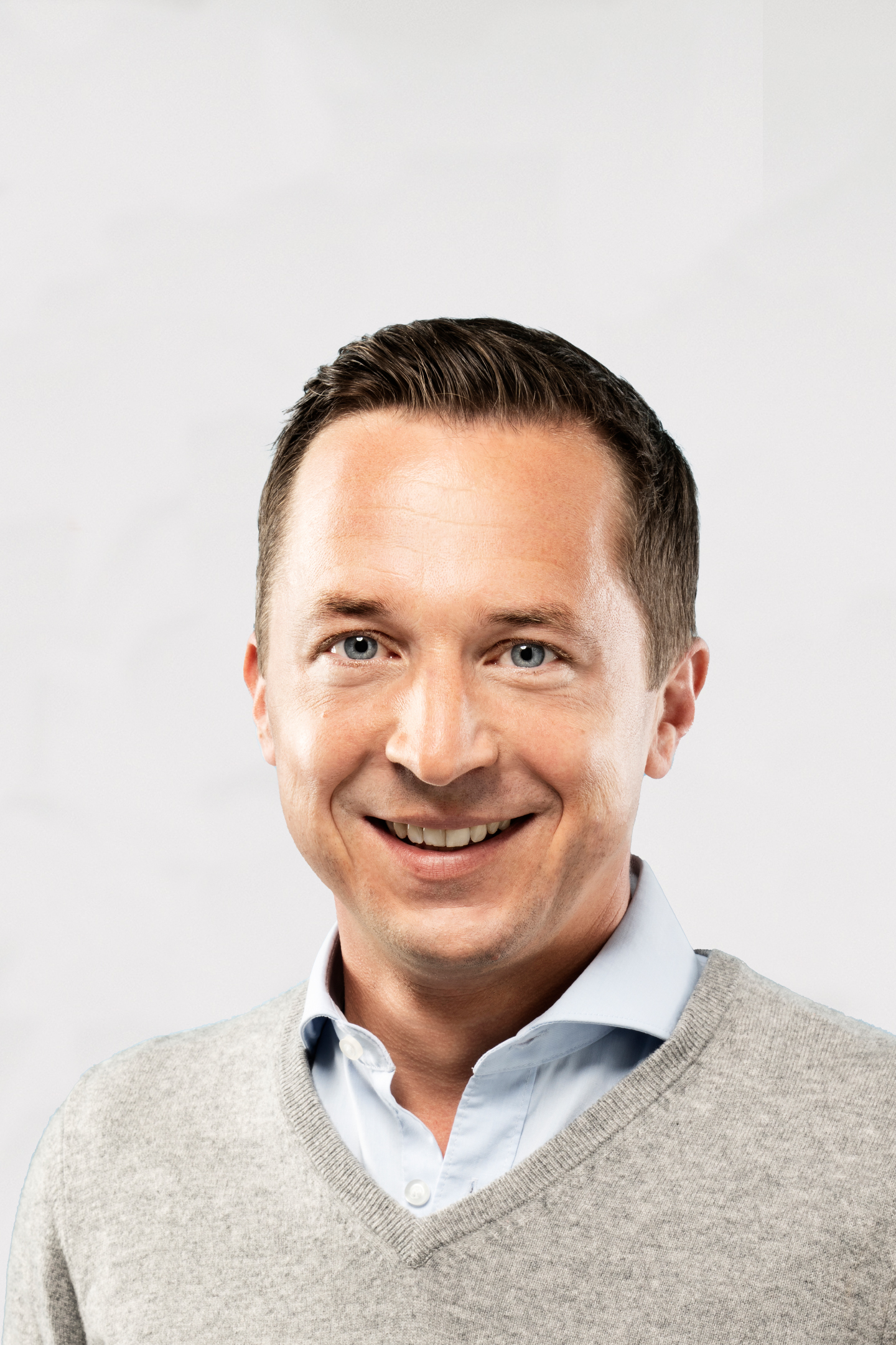
Sascha Binder 2021

Sascha Binder (* 4. März 1983 in Geislingen an der Steige) ist ein deutscher Politiker der SPD und seit 2011 Abgeordneter des Landtags von Baden-Württemberg.

## Ausbildung und Beruf
Nach Abitur in Geislingen und Zivildienst beim Stadtjugendring Geislingen studierte Sascha Binder von 2003 bis 2008 Rechtswissenschaften an der Eberhard Karls Universität Tübingen. Von 2008 bis 2010 absolvierte er ein Referendariat am Landgericht Ulm. Bis 2015 war er als Rechtsanwalt in Göppingen tätig. Von 2015 bis 2017 war er Syndikus der Vinzenz von Paul Soziale Dienste gGmbH. Von 2018 bis 2022 war er als Rechtsanwalt in Geislingen bei der Kanzlei Kellner & Kollegen tätig.
Im Jahr 2014 wurde er Mitglied im Verwaltungsrat der Kreissparkasse Göppingen und sitzt im Kreditausschuss.

## Politische Tätigkeit
Sascha Binder war von 2006 bis 2009 wissenschaftlicher Mitarbeiter des ehemaligen Bundesarbeitsministers Walter Riester. Von 2005 bis 2007 war er Vorsitzender des Juso-Kreisverbands Göppingen und von 2005 bis 2011 Mitglied des Juso-Landesausschusses Baden-Württemberg. Von 2007 bis 2015 war er Vorsitzender des SPD-Kreisverbandes Göppingen.
Bei den Kommunalwahlen in Baden-Württemberg 2009 errang Sascha Binder einen Sitz im Kreistag des Landkreises Göppingen. Von 2009 bis 2019 war er stellvertretender Vorsitzender der Kreistagsfraktion. Bei den Kommunalwahlen 2014, 2019 und 2024 wurde er als Kreisrat wiedergewählt.
Im September 2009 kandidierte er bei der Bundestagswahl im Wahlkreis 263 Göppingen und auf der Landesliste der SPD, verpasste aber den Einzug in den Deutschen Bundestag.
Für die Landtagswahl in Baden-Württemberg 2011 wurde er erneut zum Kandidaten nominiert. Er trat im Landtagswahlkreis Geislingen an. Mit einem Stimmenanteil von 24,2 Prozent erreichte er ein Zweitmandat. Sascha Binder ist der erste SPD-Abgeordnete im Wahlkreis Geislingen seit Bestehen des Landes Baden-Württemberg. Bei den Landtagswahlen 2016 und 2021 zog er erneut über ein Zweitmandat in den Landtag ein.
Sascha Binder war von Mai 2013 bis Mai 2021 medienpolitischer Sprecher und von 2013 bis 2019 rechtspolitischer Sprecher sowie Justiziar der SPD-Landtagsfraktion. Von 2016 bis 2021 war er zudem stellvertretender Fraktionsvorsitzender. Innenpolitischer Sprecher ist er seit 2016. Seit 2021 ist er Parlamentarischer Geschäftsführer  der SPD-Landtagsfraktion.
Bei der Kommunalwahl 2014 zog Sascha Binder mit dem zweitbesten, 2019 und 2024 mit dem besten Wahlergebnis aller Kandidierenden in den Geislinger Gemeinderat ein.  Von 2014 bis 2019 war er stellvertretender Oberbürgermeister. Zudem ist er seit 2014 stellvertretender Vorsitzender der SPD Gemeinderatsfraktion.
Im September 2014 wurde er zum Präsidenten des neugegründeten Dachverbandes der baden-württembergischen Bürgerbusvereine gewählt und übte dieses Amt bis 2024 aus.
Seit November 2018 ist Binder Generalsekretär der baden-württembergischen SPD. Er trat die Nachfolge von Luisa Boos an, die nicht mehr kandidiert hatte. In den Jahren 2020, 2022 und 2024 wurde Binder mit großer Zustimmung bestätigt und übt dieses Amt so lange aus wie niemand vor ihm in der Landespartei.
Binder saß sieben Jahre im SWR-Rundfunkrat und war Teil der Verhandlungen zum SWR-Staatsvertrag, der eine paritätische Besetzung des Rundfunkrats festlegte. Als medienpolitischer Sprecher der SPD-Fraktion sollte Binder 2020 erneut in den SWR-Rat entsandt werden. Während die Grünen mehrere Plätze zu belegen hatten und jeweils Frauen und Männer nominierten, setzten SPD, FDP und AfD ursprünglich jeweils auf einen Mann. Da weder FDP noch AfD ihre männlichen Kandidaten zurückziehen wollten, verzichtete Binder um die Parität zu bewahren freiwillig auf eine erneute Kandidatur und machte den Platz für eine Kollegin frei.
Im innerparteilichen Streit um die Oberbürgermeisterwahl in Stuttgart, bei der SPD-Parteimitglied Marian Schreier gegen den von der eigenen Partei unterstützen SPD-Fraktionsvorsitzenden Martin Körner antrat, befürwortete Binder, die Rechte aus der SPD-Mitgliedschaft von Marian Schreier bis zum Ende der OB-Wahlen ruhen zu lassen. Dass Marian Schreier als SPD-Mitglied gegen einen anderen, bereits aufgestellten SPD-Kandidaten kandidierte, bezeichnete er als unsolidarisch.

## Privates
Sascha Binder ist verheiratet und Vater zweier Kinder. Er ist römisch-katholischer Konfession und bekennender Anhänger des VfB Stuttgart.